# Starrmosaikslända
Starrmosaikslända (Aeshna juncea) är en art i insektsordningen trollsländor som tillhör familjen mosaiktrollsländor. 

## Kännetecken
Starrmosaiksländans hane har mörk grundfärg på kroppen och blå teckning. Honan har mörk grundfärg med grönaktig teckning. Bakkroppen är mosaikmönstrad, ett kännetecken för släktet Aeshna. Olika variationer i teckning och färg har gjort att den delas in i många underarter. Vingarna är genomskinliga med mörkbrunt vingmärke. Vingbredden är upp till 105 millimeter och bakkroppens längd är 50 till 59 millimeter.

## Utbredning
Starrmosaiksländan finns i Europa, Asien och Nordamerika. I Sverige finns Aeshna juncea juncea, som bildar holotyp för arten, i hela landet, även i fjälltrakterna. Andra underarter är till exempel Aeshna juncea orientalis i östra Asien och Aeshna juncea americana i Nordamerika.

## Levnadssätt
Starrmosaiksländans habitat är främst lugna vatten, som sjöar och dammar, gärna omgivna av en riklig växtlighet. Den finns också i våtmarker, speciellt vid myrar. Efter parningen lägger honan äggen ensam, ofta i starr eller mossa på grunt vatten. Utvecklingstiden från ägg till imago är två till fyra år, men kan vara så lång som sex år i de nordligaste delarna av utbredningsområdet. Flygtiden är från mitten av juni till september.